# Théâtre des Noctambules
Le théâtre des Noctambules est un ancien théâtre, situé 7 rue Champollion dans le 5e arrondissement de Paris (Quartier latin). Dans l'immeuble voisin, au numéro 9, se trouvait le bar attenant au théâtre.
Dans ce théâtre se produisirent notamment Numa Blès, Paul Delmet, Xavier Privas, Marcel Legay, Gabriel Montoya, Gaston Couté, Jehan-Rictus.
Le théâtre et le bar ont fermé et ont été finalement remplacés par plusieurs salles de cinéma dans les années 1950 et 1960.

## Historique
Le théâtre a été fondé en 1894 par le chansonnier Martial Boyer (1872-1941)[réf. souhaitée].
En 1939, Pierre Leuris et Jean Claude le transforment en salle de théâtre. Fernand Voiturin en prend la direction en 1952, jusqu'à sa fermeture en juin 1956. En janvier 1957, le théâtre devient, sous le nom Noctambules, un cinéma d'art et d'essai. C'est aujourd'hui le Reflet Médicis 2.
C'est dans ce théâtre, entre autres, qu'a été créé en 1950 La Cantatrice chauve d'Eugène Ionesco.

## Répertoire
- 1940 : Le Loup-Garou de Roger Vitrac, mise en scène Raymond Rouleau (27 février)
- 1941 : Le Bout de la route de Jean Giono, mise en scène Pierre Leuris (30 mai)
- 1941 : Le Pain des hommes de Jean-Charles Pichon, mise en scène France Guy
- 1945 : Le Mal de lune de René-Marill Albérès, mise en scène Pierre Leuris et Jean-Claude Leuris (janvier)
- 1945 : La Danse de mort d’August Strindberg, mise en scène Jean Vilar (1er février)
- 1946 : Amphitryon de Molière, par le Rideau des Jeunes (février)
- 1946 : Les Incendiaires de Maurice Clavel, mise en scène Jean Vernier (12 avril)
- 1946 : Les Revenants d’Henrik Ibsen, mise en scène Jean Vilar (décembre)
- 1947 : L'Exception et la Règle de Bertolt Brecht, mise en scène Jean-Marie Serreau
- 1947 : Les Épiphanies d'Henri Pichette, mise en scène Georges Vitaly (2 décembre)
- 1948 : Docteur Hinterland de Jean Josipovici, mise en scène Jean Mercure (janvier)
- 1948 : Spectacle Tchekhov : Le Chant du cygne, Les Méfaits du tabac, Une demande en mariage, L’Ours, mise en scène Pierre Assy (mars)
- 1949 : Pas d'amour d'Ugo Betti, adaptation Maurice Clavel, mise en scène Michel Vitold
- 1949 : Clara de Jean de Beer, mise en scène Jacques Reynier (décembre)
- 1949 : Les Mamelles de Tirésias de Guillaume Apollinaire, mise en scène Clément Harari (29 avril)
- 1949 : Hop Signor ! et Fastes d'enfer de Michel de Ghelderode, mise en scène André Reybaz (22 novembre)
- 1950 : Destin à vendre de Paul Herenne, mise en scène Jean-Claude Dumontier (janvier)
- 1950 : L’Ampelour de Jacques Audiberti, mise en scène André Reybaz (février)
- 1950 : Sire Halewyn de Michel de Ghelderode, mise en scène Catherine Toth (février)
- 1950 : L'Équarrissage pour tous de Boris Vian et Sa peau de Jacques Audiberti, mise en scène André Reybaz (11 avril)
- 1950 : La Cantatrice chauve d'Eugène Ionesco, mise en scène Nicolas Bataille (11 mai)
- 1950 : La Grande et la Petite Manœuvre de Arthur Adamov, mise en scène Roger Blin (11 novembre)
- 1951 : Danse sans musique de Henri-Charles Richard et Albert Gray d'après Peter Cheyney, mise en scène René Clermont (19 février)
- 1951 : Survivre de Michel Philippot, mise en scène Émile Dars (17 avril)
- 1952 : Électre de Sophocle, adaptation Maurice Clavel, mise en scène Albert de Médina (avril)
- 1952 : Les Fous de Dieu de Friedrich Dürrenmatt, mise en scène Catherine Toth (20 novembre)
- 1952 : Doña Rosita de Federico García Lorca, mise en scène Claude Régy (décembre)
- 1953 : L'École des bouffons de Michel de Ghelderode, mise en scène André Reybaz
- 1953 : Le Marchand de Venise de William Shakespeare
- 1953 : L'Île aux chèvres d'Ugo Betti, mise en scène Pierre Valde (21 avril)
- 1953 : Trois pièces en un acte, mise en scène Sacha Pitoëff (juillet) : 
  - L'Épouse injustement soupçonnée de Jean Cocteau
  - Le Gardien des oiseaux de François Aman-Jean
  - Dolorès au balcon d’Edmond Jacquet
- 1953 : Les Hussards de Pierre-Aristide Bréal, mise en scène Jacques Fabbri (15 décembre)
- 1954 : Negro Spiritual d'Yves Jamiaque, mise en scène Marcel Lupovici (29 novembre)
- 1955 : La Surprise de l'amour de Marivaux, mise en scène Robert Postec (février)
- 1955 : Le Ping-pong d'Arthur Adamov, mise en scène Jacques Mauclair (2 mars)
- 1955 : L'Île de la providence d’Hubert Gignoux, mise en scène René Lafforgue (octobre)
- 1955 : Pas d'amour d'Ugo Betti, adaptation Maurice Clavel (octobre)
- 1956 : Marée basse de Jean Duvignaud, mise en scène Roger Blin (19 janvier)
- 1956 : L’Orgueil et la Nuée de Georges Soria, mise en scène Pierre Valde (mars)
- 1956 : Les Amants puérils de Fernand Crommelynck, mise en scène Tania Balachova (13 mars)